# Moulayrès
Moulayrès est une commune française située dans le département du Tarn, en région Occitanie. Sur le plan historique et culturel, la commune est dans le Castrais, un territoire essentiellement agricole, entre la rive droite de l'Agout au sud et son affluent, le Dadou, au nord.
Exposée à un climat océanique altéré, elle est drainée par le ruisseau de Léou, le ruisseau des Lèzert et par divers autres petits cours d'eau. La commune possède un patrimoine naturel remarquable composé de deux zones naturelles d'intérêt écologique, faunistique et floristique.
Moulayrès est une commune rurale qui compte 216 habitants en 2022, après avoir connu un pic de population de 445 habitants en 1851.  Elle fait partie de l'aire d'attraction de Graulhet. Ses habitants sont appelés les Moulayrésois ou  Moulayrésoises.

## Géographie

### Localisation
Moulayrès se situe dans le sud-ouest du département du Tarn, à 6 km au sud de Graulhet et à 23 km au nord-ouest de Castres.

### Communes limitrophes
Les communes limitrophes sont  Brousse, Damiatte, Graulhet, Missècle et Puycalvel.
| Missècle | Graulhet  | Brousse   |
|          | Moulayrès |           |
| Damiatte |           | Puycalvel |

### Hydrographie
La commune est dans le bassin de la Garonne, au sein du bassin hydrographique Adour-Garonne. Elle est drainée par le ruisseau de Léou, le ruisseau des Lèzert, le ruisseau de Guinet, le ruisseau de la Maurié et par divers petits cours d'eau, qui constituent un réseau hydrographique de 13 km de longueur totale,.
Le ruisseau de Léou, d'une longueur totale de 10,3 km, prend sa source dans la commune et s'écoule vers l'ouest puis se réoriente au sud. Il traverse la commune et se jette dans l'Agout à Damiatte, après avoir traversé 5 communes.

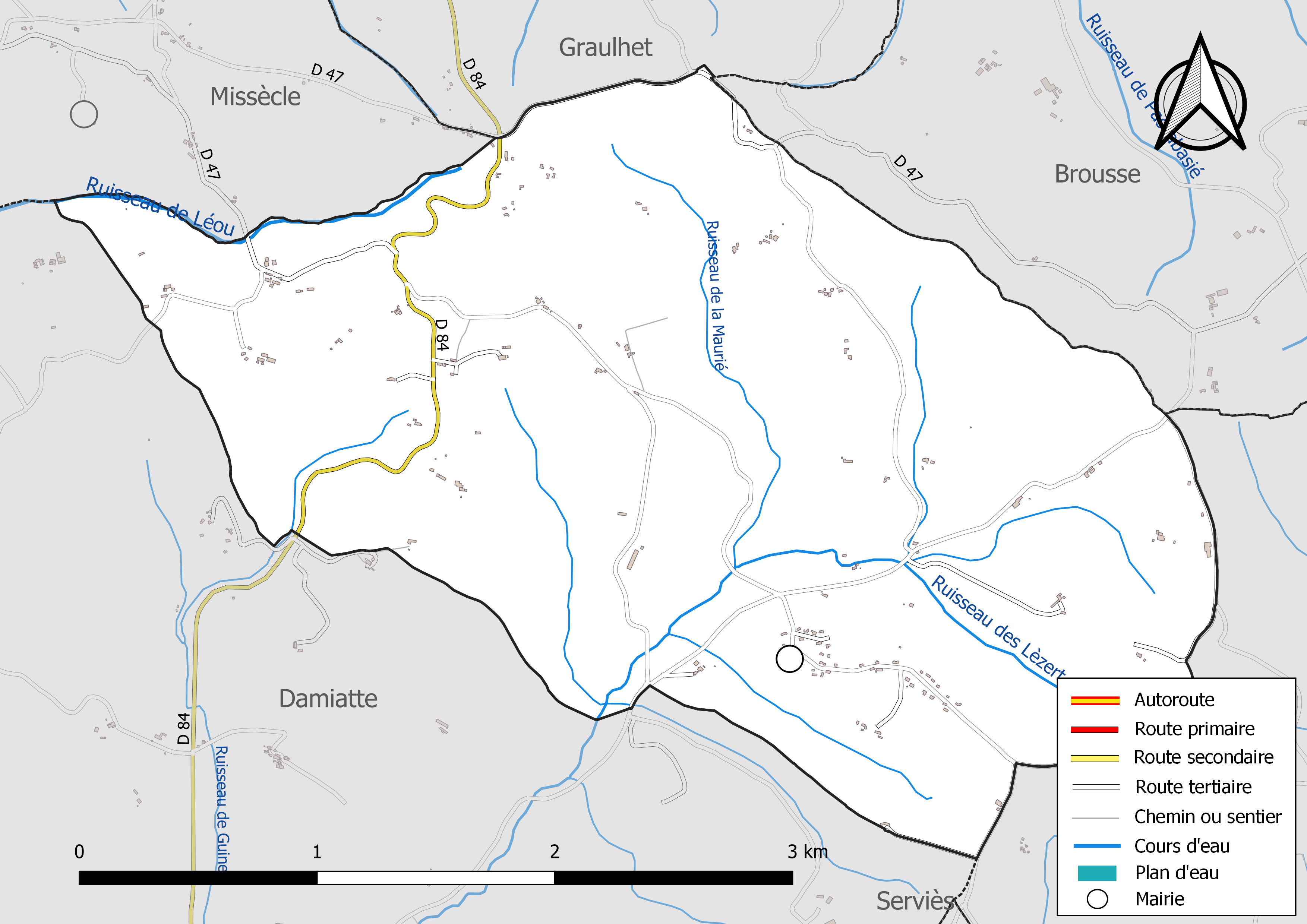
Réseaux hydrographique et routier de Moulayrès.

### Climat
Pour des articles plus généraux, voir Climat de l'Occitanie et Climat du Tarn.
En 2010, le climat de la commune est de type climat du Bassin du Sud-Ouest, selon une étude du Centre national de la recherche scientifique s'appuyant sur une série de données couvrant la période 1971-2000. En 2020, Météo-France publie une typologie des climats de la France métropolitaine dans laquelle la commune est exposée à un climat océanique altéré et est dans la région climatique Aquitaine, Gascogne, caractérisée par une pluviométrie abondante au printemps, modérée en automne, un faible ensoleillement au printemps, un été chaud (19,5 °C), des vents faibles, des brouillards fréquents en automne et en hiver et des orages fréquents en été (15 à 20 jours).
Pour la période 1971-2000, la température annuelle moyenne est de 12,9 °C, avec une amplitude thermique annuelle de 16 °C. Le cumul annuel moyen de précipitations est de 857 mm, avec 9,6 jours de précipitations en janvier et 5,6 jours en juillet. Pour la période 1991-2020, la température moyenne annuelle observée sur la station météorologique de Météo-France la plus proche, « Puylaurens », sur la commune de Puylaurens à 14 km à vol d'oiseau, est de 14,4 °C et le cumul annuel moyen de précipitations est de 782,0 mm. 
La température maximale relevée sur cette station est de 42,5 °C, atteinte le 13 août 2003 ; la température minimale est de −16,5 °C, atteinte le 16 janvier 1985,,.
Les paramètres climatiques de la commune ont été estimés pour le milieu du siècle (2041-2070) selon différents scénarios d'émission de gaz à effet de serre à partir des nouvelles projections climatiques de référence DRIAS-2020. Ils sont consultables sur un site dédié publié par Météo-France en novembre 2022.

### Milieux naturels et biodiversité

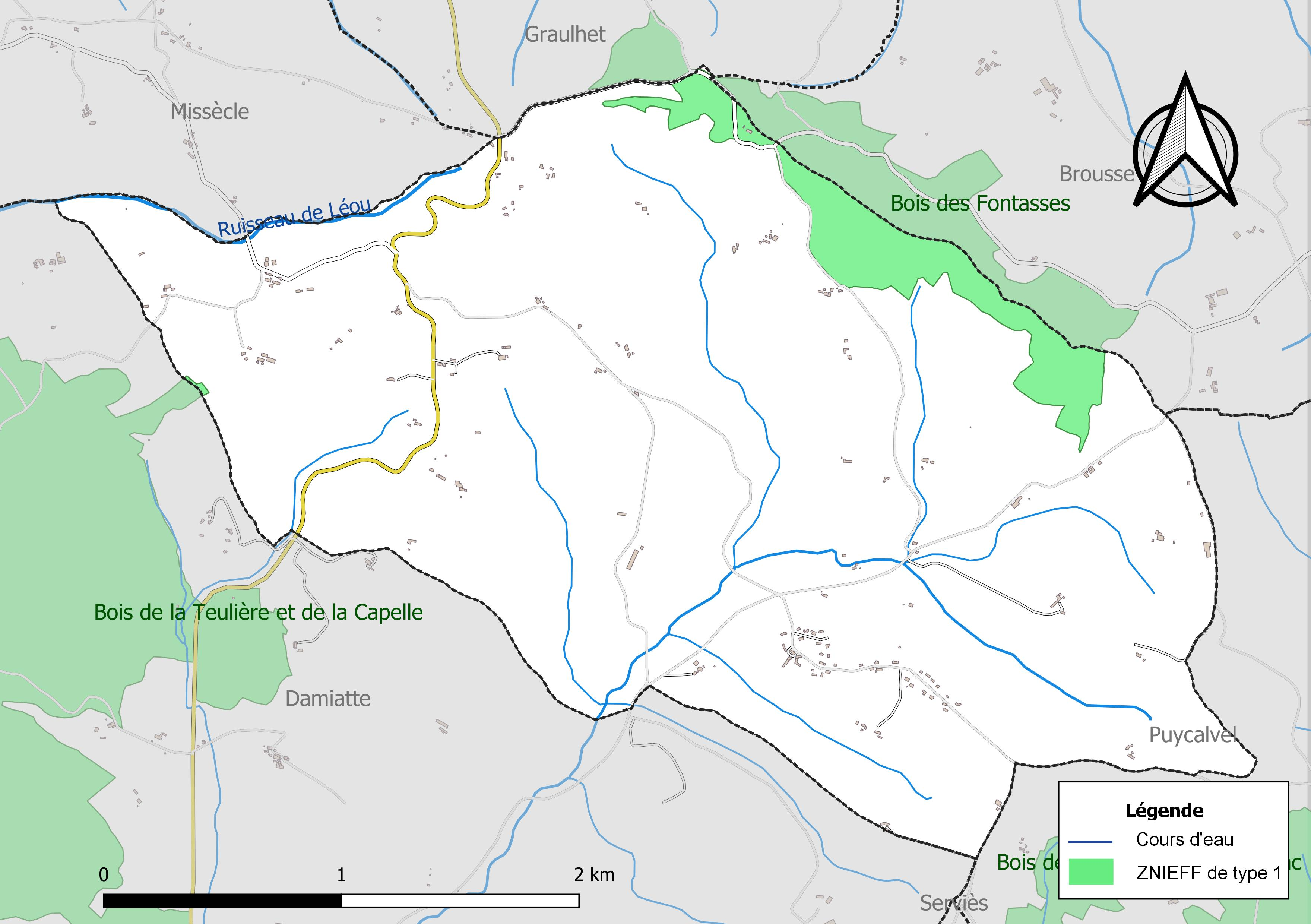
Carte des ZNIEFF de type 1 localisées sur la commune.

L’inventaire des zones naturelles d'intérêt écologique, faunistique et floristique (ZNIEFF) a pour objectif de réaliser une couverture des zones les plus intéressantes sur le plan écologique, essentiellement dans la perspective d’améliorer la connaissance du patrimoine naturel national et de fournir aux différents décideurs un outil d’aide à la prise en compte de l’environnement dans l’aménagement du territoire.
Deux ZNIEFF de type 1 sont recensées sur la commune :
le « bois de la Teulière et de la Capelle » (587 ha), couvrant 5 communes du département, et 
le « bois des Fontasses » (94 ha), couvrant 3 communes du département.

## Urbanisme

### Typologie
Au 1er janvier 2024, Moulayrès est catégorisée commune rurale à habitat très dispersé, selon la nouvelle grille communale de densité à sept niveaux définie par l'Insee en 2022.
Elle est située hors unité urbaine. Par ailleurs la commune fait partie de l'aire d'attraction de Graulhet, dont elle est une commune de la couronne,. Cette aire, qui regroupe 7 communes, est catégorisée dans les aires de moins de 50 000 habitants,.

### Occupation des sols
L'occupation des sols de la commune, telle qu'elle ressort de la base de données européenne d’occupation biophysique des sols Corine Land Cover (CLC), est marquée par l'importance des territoires agricoles (82,8 % en 2018), une proportion identique à celle de 1990 (82,8 %). La répartition détaillée en 2018 est la suivante : 
terres arables (75,9 %), forêts (17,2 %), zones agricoles hétérogènes (6,9 %). L'évolution de l’occupation des sols de la commune et de ses infrastructures peut être observée sur les différentes représentations cartographiques du territoire : la carte de Cassini (XVIIIe siècle), la carte d'état-major (1820-1866) et les cartes ou photos aériennes de l'IGN pour la période actuelle (1950 à aujourd'hui).

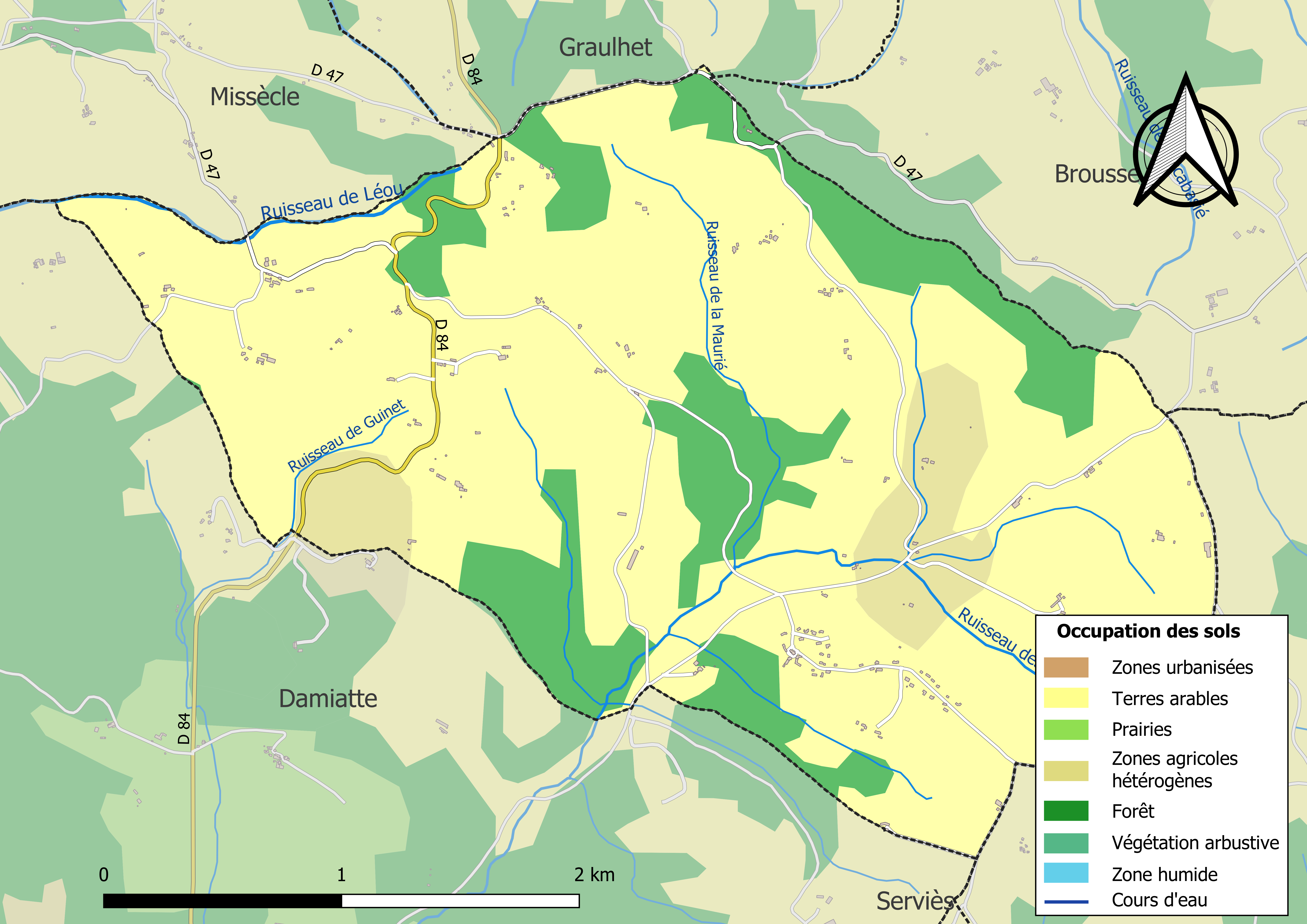
Carte des infrastructures et de l'occupation des sols de la commune en 2018 (CLC).

### Risques majeurs
Le territoire de la commune de Moulayrès est vulnérable à différents aléas naturels : météorologiques (tempête, orage, neige, grand froid, canicule ou sécheresse), inondations, mouvements de terrains et séisme (sismicité très faible). Il est également exposé à un risque technologique,  le transport de matières dangereuses. Un site publié par le BRGM permet d'évaluer simplement et rapidement les risques d'un bien localisé soit par son adresse soit par le numéro de sa parcelle.

#### Risques naturels
Certaines parties du territoire communal sont susceptibles d’être affectées par le risque d’inondation par débordement de cours d'eau, notamment le ruisseau de Léou. La cartographie des zones inondables en ex-Midi-Pyrénées réalisée dans le cadre du XIe Contrat de plan État-région, visant à informer les citoyens et les décideurs sur le risque d’inondation, est accessible sur le site de la DREAL Occitanie. La commune a été reconnue en état de catastrophe naturelle au titre des dommages causés par les inondations et coulées de boue survenues en 1982, 1992, 1993 et 1994,.
Moulayrès est exposée au risque de feu de forêt. En 2022, il n'existe pas de Plan de Prévention des Risques incendie de forêt (PPRif). Le débroussaillement aux abords des maisons constitue l’une des meilleures protections pour les particuliers contre le feu,.

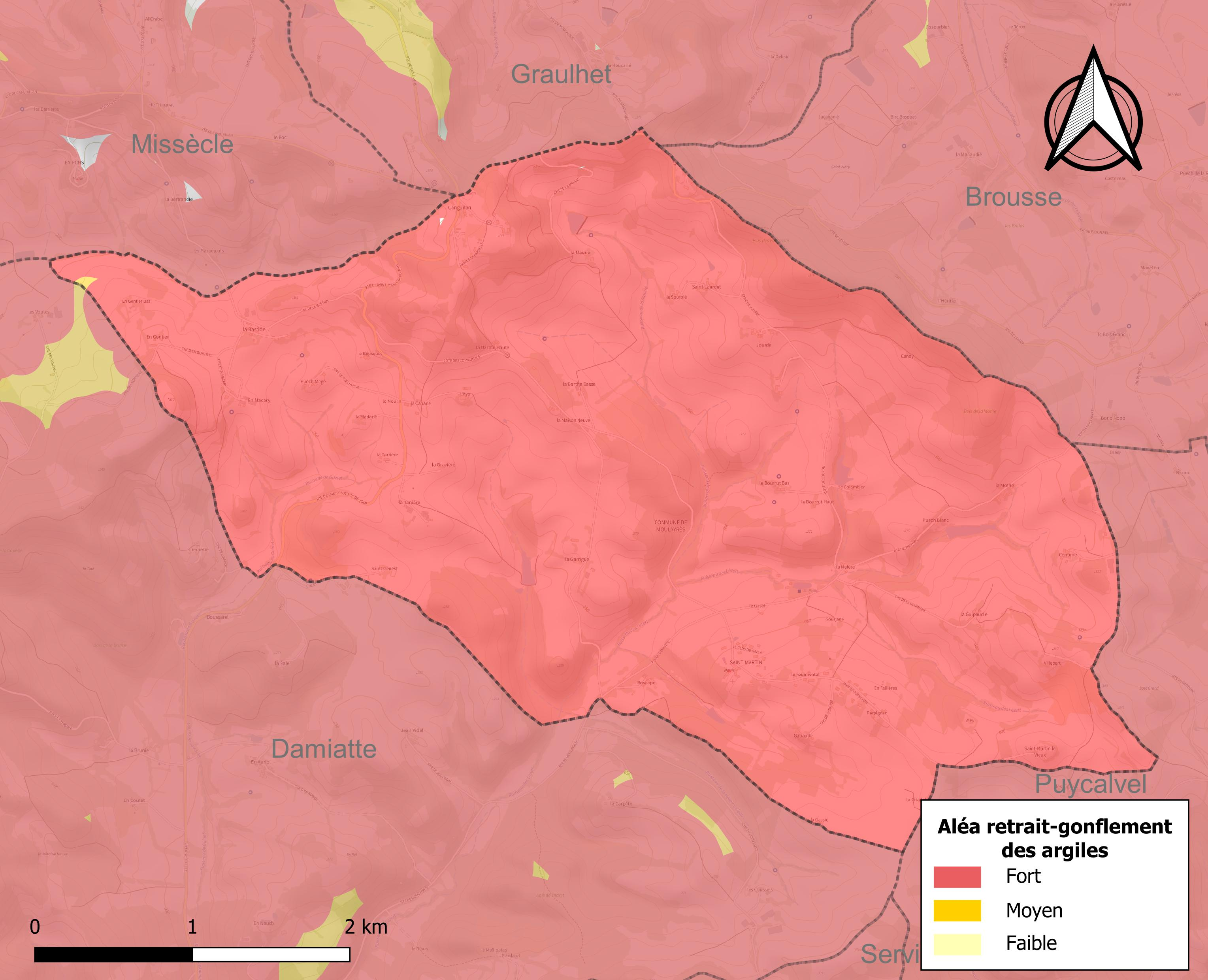
Carte des zones d'aléa retrait-gonflement des sols argileux de Moulayrès.

La commune est vulnérable au risque de mouvements de terrains constitué principalement du retrait-gonflement des sols argileux. Cet aléa est susceptible d'engendrer des dommages importants aux bâtiments en cas d’alternance de périodes de sécheresse et de pluie. La totalité de la commune est en aléa moyen ou fort (76,3 % au niveau départemental et 48,5 % au niveau national). Sur les 103 bâtiments dénombrés sur la commune en 2019, 103 sont en aléa moyen ou fort, soit 100 %, à comparer aux 90 % au niveau départemental et 54 % au niveau national. Une cartographie de l'exposition du territoire national au retrait gonflement des sols argileux est disponible sur le site du BRGM,.
Par ailleurs, afin de mieux appréhender le risque d’affaissement de terrain, l'inventaire national des cavités souterraines permet de localiser celles situées sur la commune.

#### Risques technologiques
Le risque de transport de matières dangereuses sur la commune est lié à sa traversée par des infrastructures routières ou ferroviaires importantes ou la présence d'une canalisation de transport d'hydrocarbures. Un accident se produisant sur de telles infrastructures est susceptible d’avoir des effets graves sur les biens, les personnes ou l'environnement, selon la nature du matériau transporté. Des dispositions d’urbanisme peuvent être préconisées en conséquence.

## Toponymie
Le nom de Moulayrès viendrait de l'occitan mola, meule suivi du suffixe airés et signifierait "ensemble de moulins".

## Histoire
En 1338, comme l'indique une enquête de Jean de Rupé, lieutenant du Sénéchal de Carcassonne, le château-fort de Moulayrès était l'une des principales forteresses de la seigneurie de Lautrec. De sa butte qui surveillait la vallée de l'Agout, un souterrain le reliait au château de Missècle; un autre débouchait, en contrebas, à l'Ayo.
Le seigneur de Moulayrès, François de Châteauverdun, fut fait prisonnier en 1587 par le sieur de Planèses et dut payer une rançon de 550 écus. La même année, les habitants de Moulayrès contribuèrent à l'entretien de la garnison de Damiatte ; et c'est sans doute à cette époque que le château fort fut détruit. Il n'en reste aucun vestige.
Les Châteauverdun appartenaient à l'une des plus importantes familles de l'Albigeois. Ils étaient alliés avec les principaux seigneurs des alentours. On retrouve leurs traces à Graulhet, Lombers, Brousse. Damiatte, Briatexte.
Le cheptel de cette commune essentiellement agricole s'élevait en l'An IV à : 180 moutons, 310 brebis, 101 agneaux, 80 chèvres, 71 porcs et truies, 30 bœufs, 80 vaches, 6 taureaux, 18 génisses, 2 veaux, 1 cheval, 12 juments, 4 poulains, 14 ânes et ânesses, 11 mules ou mulets.
De 300 habitants en cette même année 1795, la population est tombée à 144 en 1987. Au XVe siècle, l'église Saint-Laurent - dont il n'y a plus la moindre trace, sinon dans la mémoire collective (tout comme Saint-Martin le Vieux) - avait Saint-Barthélémy de Missècle pour annexe.
Érigée en 1844, l'église Saint-Martin des Bruyères (San Marti dé las Brugas) est aujourd'hui le centre de la commune, avec l'école et la mairie.
Le porche comportait trois entrées : au nord, pour les fidèles venant de Moulayrès, à l'est pour ceux qui arrivaient des environs de Puycalvel, à l'ouest pour ceux qui habitaient du côté de Damiatte.

## Politique et administration
Mairie
Le Bourg
81300 MOULAYRES
Horaires
Le lundi de 14h15 à 18h
et du mardi au jeudi de 8h15 à 12h
| Période                                  | Période  | Identité               | Étiquette | Qualité |
| ---------------------------------------- | -------- | ---------------------- | --------- | ------- |
| 1792                                     | 1797     | Fabré Jean             |           |         |
| 1797                                     | 1799     | Martel Jean            |           |         |
| 1799                                     | 1800     | Viguier Jacques        |           |         |
| 1800                                     | 1830     | Daydé Salby            |           |         |
| 1830                                     | 1844     | Amalric Jean Pierre    |           |         |
| 1844                                     | 1852     | Serin Jean Augustin    |           |         |
| 1852                                     | 1869     | Amalric Jean Joseph    |           |         |
| 1869                                     | 1870     | Grach Léon             |           |         |
| 1870                                     | 1871     | Laroze Casimir         |           |         |
| 1871                                     | 1878     | Grach Léon             |           |         |
| 1878                                     | 1879     | Vaysse Rupert Augustin |           |         |
| 1879                                     | 1881     | Pech Jean              |           |         |
| 1881                                     | 1888     | Vaysse Rupert Augustin |           |         |
| 1888                                     | 1896     | Poulié Paul            |           |         |
| 1896                                     | 1904     | Poulié Charles         |           |         |
| 1904                                     | 1919     | Delga Prosper          |           |         |
| 1919                                     | 1945     | Vaysse Fortuné         |           |         |
| 1945                                     | 1971     | Alayrac Léon           |           |         |
| 1971                                     | 1989     | Etienne André          |           |         |
| 1989                                     | 2001     | Etienne Maryse         |           |         |
| 2001                                     | 2008     | Baby Michel            |           |         |
| 2008                                     | 2020     | Colin Marie José       |           |         |
| 2020                                     | En cours | Bazart Laurent         |           |         |
| Les données manquantes sont à compléter. |          |                        |           |         |

## Démographie
| 1793 | 1800 | 1806 | 1821 | 1831 | 1836 | 1841 | 1846 | 1851 |
| ---- | ---- | ---- | ---- | ---- | ---- | ---- | ---- | ---- |
| 306  | 268  | 294  | 288  | 391  | 409  | 413  | 437  | 445  |

| 1856 | 1861 | 1866 | 1872 | 1876 | 1881 | 1886 | 1891 | 1896 |
| ---- | ---- | ---- | ---- | ---- | ---- | ---- | ---- | ---- |
| 417  | 405  | 400  | 404  | 384  | 380  | 356  | 326  | 314  |

| 1901 | 1906 | 1911 | 1921 | 1926 | 1931 | 1936 | 1946 | 1954 |
| ---- | ---- | ---- | ---- | ---- | ---- | ---- | ---- | ---- |
| 306  | 303  | 308  | 259  | 220  | 205  | 212  | 222  | 234  |

| 1962 | 1968 | 1975 | 1982 | 1990 | 1999 | 2006 | 2007 | 2012 |
| ---- | ---- | ---- | ---- | ---- | ---- | ---- | ---- | ---- |
| 213  | 177  | 130  | 144  | 155  | 154  | 159  | 160  | 175  |

| 2017 | 2022 | - | - | - | - | - | - | - |
| ---- | ---- | - | - | - | - | - | - | - |
| 208  | 216  | - | - | - | - | - | - | - |

## Économie

### Revenus
En 2018, la commune compte 79 ménages fiscaux, regroupant 212 personnes. La médiane du revenu disponible par unité de consommation est de 20 810 € (20 400 € dans le département).

### Emploi
|                | 2008  | 2013  | 2018  |
| -------------- | ----- | ----- | ----- |
| Commune        | 6,4 % | 3,5 % | 7,3 % |
| Département    | 8,2 % | 9,9 % | 10 %  |
| France entière | 8,3 % | 10 %  | 10 %  |

En 2018, la population âgée de 15 à 64 ans s'élève à 125 personnes, parmi lesquelles on compte 83,1 % d'actifs (75,8 % ayant un emploi et 7,3 % de chômeurs) et 16,9 % d'inactifs,. Depuis 2008, le taux de chômage communal (au sens du recensement) des 15-64 ans est inférieur à celui de la France et du département.
La commune fait partie de la couronne de l'aire d'attraction de Graulhet, du fait qu'au moins 15 % des actifs travaillent dans le pôle,. Elle compte 32 emplois en 2018, contre 35 en 2013 et 34 en 2008. Le nombre d'actifs ayant un emploi résidant dans la commune est de 97, soit un indicateur de concentration d'emploi de 32,9 % et un taux d'activité parmi les 15 ans ou plus de 63,1 %.
Sur ces 97 actifs de 15 ans ou plus ayant un emploi, 18 travaillent dans la commune, soit 19 % des habitants. Pour se rendre au travail, 85,6 % des habitants utilisent un véhicule personnel ou de fonction à quatre roues, 4,1 % les transports en commun, 1 % s'y rendent en deux-roues, à vélo ou à pied et 9,3 % n'ont pas besoin de transport (travail au domicile).

### Activités hors agriculture
11 établissements sont implantés  à Moulayrès au 31 décembre 2019.
Le secteur du commerce de gros et de détail, des transports, de l'hébergement et de la restauration est prépondérant sur la commune puisqu'il représente 36,4 % du nombre total d'établissements de la commune (4 sur les 11 entreprises implantées  à Moulayrès), contre 26,7 % au niveau départemental.

### Agriculture
|               | 1988 | 2000 | 2010 | 2020 |
| ------------- | ---- | ---- | ---- | ---- |
| Exploitations | 27   | 17   | 16   | 5    |
| SAU (ha)      | 579  | 515  | 433  | 400  |

La commune est dans la « plaine de l'Albigeois et du Castrais », une petite région agricole occupant le centre du département du Tarn. En 2020, l'orientation technico-économique de l'agriculture  sur la commune est la polyculture et/ou le polyélevage. Cinq exploitations agricoles ayant leur siège dans la commune sont dénombrées lors du recensement agricole de 2020 (27 en 1988). La superficie agricole utilisée est de 400 ha,,.

## Culture locale et patrimoine

### Lieux et monuments
- Église Saint-Martin de Moulayrès.
- Souterrain au lieu-dit Le Cluzel, aujourd'hui totalement détruit. Il se situait à proximité d'une motte castrale. Le site creusé dans un calcaire gréseux était composé d'un couloir tortueux d'une dizaine de mètres de longueur qui débouchait dans une salle longue de 6 m et large de 1,80 m, dans laquelle on accédait par un petit effondrement dans la voûte. Dans l'angle sud-est de la salle on trouvait une petite niche semi-circulaire[33].
- Motte de Saint-Martin-le-Vieux juchée sur une colline. Sur la commune de Puycalvel, à 200 m au sud de la motte, au Vignals, s'ouvrait un souterrain composé d'une galerie étroite donnant accès à une unique salle de 2,5 × 2 m. À la Calvétie, à 600 m au sud de la motte, se trouvait un autre souterrain effondré et qui était composé au moins de trois salles [34].

### Héraldique
| Moulayrès | Son blasonnement est : De sable au pal componé d'argent et de sinople. |